# Prapovijest
Prapovijest je najduže razdoblje u prošlosti čovječanstva. Prapovijesno doba je najstarije razdoblje ljudske povijesti. Početak prapovijesti definiran je prvim nalaskom oruđa hominida (negdje oko 2 500 000 godina pr. Kr.), a kraj s početkom ljudske pismenosti (tj. najstarijim nalazima ljudske pismenosti) - oko 3500. godine pr. Kr. (u Mezopotamiji i Egiptu, u Grčkoj potkraj 8. st. pr. Kr.). Osnovna periodizacija: kameno doba (paleolitik, mezolitik, neolitik), bakreno doba, brončano doba, željezno doba (halštatsko doba, latensko doba).

## Podjela
Njezina se periodizacija temelji na vrsti materijala od kojega je čovjek tada izrađivao oruđe, oružje, nakit i dr. (kamen, bronca, željezo), a na temelju proučavanja tih predmeta materijalne kulture arheologija oblikuje opću sliku kronološkoga slijeda razvojnih faza (relativna i apsolutna kronologija).  Prapovijest se dijeli na dva velika razdoblja – kameno doba i metalno doba. Kameno doba dijeli se na starije, srednje i mlađe kameno doba, a metalno doba na bakreno, brončano i željezno doba. Budući da je za prijelaz iz jednog doba u drugo potrebno da novi materijal uđe u široku uporabu, jasna granica između jednog doba u drugo nikada nije sasvim točno određena. Tako npr. kultura koja je tek otkrila pogodnosti uporabe bakra ulazi u bakreno doba tek kada bakrene rukotvorine u njoj postanu široko rabljene. Zbog toga je određenje vremenskog perioda između ovih perioda okvirna procjena:
- Kameno doba:
  - Paleolitik - od 2 500 000 god. pr. Kr. do oko 10.000. god. pr. Kr.
  - Mezolitik - od 10 000 god. pr. Kr. do 6500 god. pr. Kr.
  - Neolitik - od 6500. god. pr. Kr. do 3500 god. pr. Kr.
- Metalno doba:
  - Bakreno doba - od 3500. god. pr. Kr. do 2000. pr. Kr.
  - Brončano doba - od 2000. god. pr. Kr. do 800. pr. Kr.
  - Željezno doba - od 800. god. pr. Kr. do poč. I. st. po Kr.

## Prapovijesni ljudi
Prapovijest ili prethistorija je razdoblje koje prethodi povijesti čovječanstva, a traje od prve pojave čovjeka do doba iz kojega su se u pojedinih etničkih skupina, plemena i naroda sačuvali prvi pisani, historiografski uporabljivi dokumenti. Budući da se prvi pisani izvori u različitih naroda javljaju u različito doba, granica između prapovijesti i povijesti nije svugdje ista (u Mezopotamiji i Egiptu u IV. tisućljeću pr. Kr., u Grčkoj i Italiji potkraj VIII. st. pr. Kr., na istočnoj jadranskoj obali u IV. st. pr. Kr. s grčkom kolonizacijom, a u ostalim našim krajevima s početkom rimske vladavine). Osnovna periodizacija prapovijesti na starije, srednje i mlađe kameno doba, bakreno doba, brončano doba te starije i mlađe željezno doba temelji se na činjenici da je čovjek u različita doba izrađivao oružja i oruđa od različita materijala (kamen, bakar, bronca, željezo). Proučavanjem razvoja oblika oruđa i oružja, keramike, nakita i drugih izrađevina materijalne kulture (kao izvora za prapovijest), primjenom komparativne metode i sve brojnijih prirodoznanstvenih metodâ datiranja, uspjelo se stvoriti opću sliku kronološkoga slijeda prapovijesnih razvojnih faza (relativna kronologija) i odrediti njihove približno točne apsolutne datume (apsolutna kronologija). S obzirom na nedostatak pisanih izvora prapovijest je uglavnom predmet proučavanja arheologije, paleontologije i paleoantropologije.

## Kultura
U prapovijesno doba razvija se i kultura. Stručnjaci za kulturu prapovijesti su arheolozi. Prva se razvijaju vjerovanja. Kult lubanje je štovanje ljudske glave. Arheolozi su pronašli na jednom mjestu uredno pokopane ljudske glave bez ostatka tijela. Totemizam je obožavanje životinja. Ljudi su u to doba vjerovali da su njihove svete životinje praotac i pramajka njihove horde. Dolazi do pojave osobnih imena. Svaka zajednica dobiva ime po svom totemu i svaki član zajednice zove se kao i njihov totem. Tijekom vremena se javljaju obredi magije totemu, a jednom godišnje pračovjek ubija svog totema i njime prehranjuje zajednicu i članovi zajednice tako se duhovno spajaju sa svojim totemom. Totemi su dotad bili samo životinje, no to kasnije postaju i biljke i neki predmeti. Nakon totemizma javlja se animizam ili vjerovanje u duhove. Pračovjek je pridonosio žrtvu dobrim duhovima. No na kraju čovjek shvaća da je on najrazvijenije biće, pa svi duhovi dobivaju ljudski oblik i izgled. Razvija se politeizam, a i monoteizam. Od umjetnosti najrazvijenije su likovna umjetnost i kiparstvo. Najpoznatija spilja s likovnim crtežima je spilja Altamira u Španjolskoj. Izrađuju se i kipovi totema. Na nakit i alat se rezbare totemi. Za religijske obrede i za istjerivanje zlih duhova koristi se šminkanje. Počinje i tetoviranje, ponajprije tetovaže totema.  Glazba se slabije razvijala, a prvi instrument bio je bubanj. Književnost se razvija usmenom predajom. Graditeljstvo je kasnije postalo vrlo razvijeno. Gradila su se prva naselja, kuće i svetišta. Sve građevine građene su od ogromnih kamenih blokova – to se naziva megalitsko graditeljstvo i razvijeno je u Europi i Africi. Najpoznatije takvo svetište je Stonehenge u Engleskoj.

## Tehnologija
Prapovijesna tehnologija je vezana uz prapovijest koje je najdulje razdoblje u prošlosti čovječanstva. Početak prapovijesti određuje se prvim nalaskom oruđa hominida (negdje oko 2.500.000 godina pr. Kr.), a kraj predstavlja kada se u pojedinih etničkih skupina i naroda javljaju prvi historiografski upotrebljivi pisani izvori. Donja granica različita je u različitim kulturama: u Mezopotamiji i Egiptu u 3. tisućljeću, a u Grčkoj potkraj 8. st. pr. Kr. Korijen tehnologije je u biološkoj evoluciji, koja je čovjeku dala dva ključna alata: slobodne ruke sposobne za hvatanje i govor. Osim toga, alate koriste i neke životinje, a kulturalno prenošenje tog umijeća s naraštaja na naraštaj se povremeno javlja među majmunima, napose čovjekolikim. Premda je uporaba alata primijećena kod više vrsta životinja, najčešće se radi o instinktivnom ponašanju. No čimpanze u divljini ponekad love termite pomoću grančice koju pripremaju u tu svrhu ili razbijaju ljuske plodova kamenom. To ponašanje nije instinktivno, već ga majke prenose na mladunce podukom. Stoga se ono mora smatrati kulturnom pojavom, koja uz to ima i regionalno obilježje, jer je zamijećena samo kod nekih populacija. Čimpanze također posjeduju znanje o ljekovitim biljkama koje se prenosi podukom.
No važno je razlučiti uporabu alata od izradbe alata: neki se predmeti mogu koristiti kao alatke i prije nego što se alat počne namjenski izrađivati. Po svemu što se zna ljudi su jedina živa bića koja oblikuju alat za izradbu drugih alata. Nikad nije primijećena čimpanza koja namjerno lomi kamen, niti ih se uspjelo naučiti da to čine na način na koji su rani ljudi izrađivali kameni alat. 

## U Hrvatskoj
Područje današnje Hrvatske bilo je oduvijek vrlo bogato životinjskim i biljnim svijetom pa slijedom toga pogodno za život ljudi. Na sjeveru su plodne riječne doline, koje čine rijeke Drava, Sava, Dunav, Kupa, Una, a na jugu brojna krška polja i razvedena morska obala puna otoka i zaljeva povoljnih za prirodne luke i plovidbu. Područje koje je danas poznato kao Hrvatska je prvi put naseljeno sredinom paleolitika, a kasnije i u neolitiku. Povijest bilježi i kolonizaciju Ilira, Kelta te Grka u prvom tisućljeću prije Krista. Ilirska su plemena osnovala nekoliko država koje su jednu za drugom osvojili Rimljani u drugom i prvom stoljeću prije Krista. Zbog toga tragovi ljudskog prisustva sežu u najstarija razdoblja, u paleolitik ili starije kameno doba. U europskim razmjerima poznato je nalazište neandertalskog čovjeka (paleantropa) u špilji Hušnjakova brijega kraj Krapine (Homo krapiniensis). Brojni su ostatci i razdoblja neolita u porječju Save, Drave i Dunava poznata pod imenima starčevačke, vinčanske i sopotske kulture, a uz more hvarske kulture. U razdoblju eneolitika poznata je vučedolska kultura uz Dunav s ostatcima lijepe keramike (Vučedolska golubica) najstariji nalaz te vrste u Europi, a u razdoblju bronce je najizrazitija tzv. vinkovačka kultura. Željezno doba je iza sebe ostavilo brojne nalaze ilirskih plemena; Liburna, Japoda i Delmata od Istre do Dalmacije i Hercegovine. U 4. stoljeću prije Krista su svoje tragove ostavili Kelti, čiji nalazi spadaju u latensku kulturu (La Tène). Istodobno s Keltima na jadranskim otocima i ušćima rijeka su nalazi koji svjedoče o grčkim kolonijama na Visu (Issa), Hvaru (Pharos), u Trogiru (Tragurion) i drugdje.

## Unutarnje poveznice
| - Starije kameno doba - Srednje kameno doba - Mlađe kameno doba - Bakreno doba - Brončano doba - Željezno doba | - Hrvatski povijesni prostor u starijem kamenom dobu - Hrvatski povijesni prostor u srednjem kamenom dobu - Hrvatski povijesni prostor u mlađem kamenom dobu - Hrvatski povijesni prostor u bakrenom dobu - Hrvatski povijesni prostor u brončanom dobu - Hrvatski povijesni prostor u željeznom dobu |

## Vanjske poveznice
- Submerged Landscapes Archaeological Network  Arhivirana inačica izvorne stranice od 8. svibnja 2007. (Wayback Machine)
- Veldwezelt-Hezerwater
- North Pacific Prehistory
- Early Humans  Arhivirana inačica izvorne stranice od 6. travnja 2008. (Wayback Machine)